# Ranichuri
Ranichuri (nepalski: रानिचुरी) – gaun wikas samiti w środkowej części Nepalu  w strefie Dźanakpur w dystrykcie Sindhuli. Według nepalskiego spisu powszechnego z 2001 roku liczył on 1477 gospodarstw domowych i 9171 mieszkańców (4580 kobiet i 4591 mężczyzn).